# رادیو پاندورا
رادیو اینترنتی پاندورا (انگلیسی: Pandora Internet Radio) که بیشتر با نام‌های ساده‌تر «رادیو پاندورا» و «پاندورا» شناخته می‌شود، نام یک سامانه توصیه‌گر رسانه جاری و موسیقی است که توسط «میوزیک جینوم پراجکت» اداره می‌شود. در حال حاضر (اوت ۲۰۱۷)، این رادیو تنها در ایالات متحده آمریکا ارائه می‌شود.
کارِ این سامانه آن است که بر حسب سلیقه و تعیینِ اولیهٔ کاربر، موسیقی و آهنگ‌های مشابهی را (از لحاظ سبک و سیاق) برای وی پخش و توصیه می‌کند. کاربر اگر از ترانه‌ای خوشش آمد آنرا تأیید می‌کند (به آن "thumbs up" می‌دهد) و اگر ترانه‌ای مطابق سلیقه‌اش نبود، بدان علامت «عدم رضایت» ("thumbs down") می‌دهد. سامانه، این فیدبک و بازخورد را مورد بررسی دائمی قرار داده و تلاش می‌کند هرچه بیشتر، آهنگ‌هایی را توصیه کند که با سلیقهٔ کاربر نزدیک باشد.
این سامانهٔ موسیقی، هم از طریق مرورگر وب، و هم از طریق نصب نرم‌افزار کاربردی بر روی رایانه شخصی یا تلفن هوشمند قابل دسترسی است.